# Pere IV d'Alexandria
Pere IV d'Alexandria va ser patriarca d'Alexandria des de l'any 642 al 651.
Defensor del monotelisme (una doctrina religiosa que reconeixia a Crist dues naturaleses, la humana i la divina, i una única voluntat) va ser condemnat pel papa Martí I al Concili de Laterà de l'any 649. Degut a la conquesta musulmana d'Egipte, es va veure obligat a refugiar-se a Constantinoble. Segons la Crònica de Teòfanes el Confessor el seu episcopat va durar deu anys i va acabar el 653/654.